# شاندونگ گولد
شاندونگ گولد (به انگلیسی: Shandong Gold) شرکت استخراج معادن چینی است، که در زمینه تولید طلا و نقره فعالیت می‌کند.
شرکت شاندونگ گولد در سال ۲۰۰۷ تأسیس شد و در سال ۲۰۱۳ در فهرست فوربز جهانی ۲۰۰۰ در رتبه ۱۶۱۳ از بزرگ‌ترین شرکت‌های جهان قرار گرفت.
دفتر مرکزی این شرکت در شهر شاندونگ قرار دارد و بخشی از سهام آن در بازار بورس شانگهای معامله می‌شود.